# Jardín
Jardín là một khu tự quản thuộc tỉnh Antioquia, Colombia. Thủ phủ của khu tự quản Jardín đóng tại Jardín Khu tự quản Jardín có diện tích 224 ki lô mét vuông. Đến thời điểm ngày 28 tháng 5 năm 2005, khu tự quản Jardín có dân số 13929 người.